# Test de Landolt
El test de Landolt es un test para medir la agudeza visual, creado por Edmund Landolt, oftalmólogo suizo.

Anillos de Landolt.

Para realizarlo, el paciente mira hacia un dibujo formado por filas de caracteres circulares de trazado no continuo, sino con una discontinuidad cuyo hueco hay que identificar (anillos de Landolt).
El sistema de cálculo de la agudeza visual es el mismo que en el test de Snellen: hacia arriba, caracteres cada vez más grandes; hacia abajo, cada vez menores. El paciente tendrá que resolver dónde está la discontinuidad: arriba, abajo, derecha o izquierda, además de las posiciones intermedias.
Se usa con pacientes que no saben leer, o que tienen problemas para identificar las letras, por ejemplo dislexia, o que en el alfabeto de su idioma no se usan caracteres latinos. En esto coincide con el test de Lea.